# Ericofon

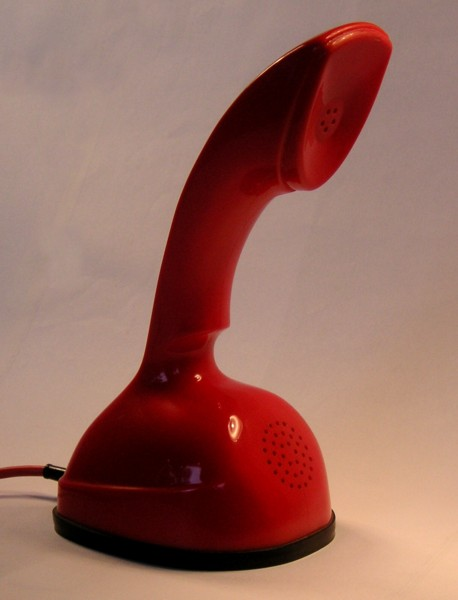
Ericofon

L' Ericofon o Cobra Phone és un telèfon de plàstic d'una sola peça creat per la companyia Ericsson de Suècia i comercialitzat durant la segona meitat del segle xx. Va ser el primer telèfon comercialitzat que va incorporar el dial i l'auricular en una sola unitat. Pel seu estil i la seva influència en el futur disseny de telèfons, l'Ericofon és considerat un dels dissenys industrials més significatius del segle XX per Phaidon. Es troba a la col·lecció del Museu d'Art Modern de la ciutat de Nova York. A Suècia, l'Ericofon és conegut com el telèfon cobra per la seva semblança amb una serp enrotllada.

## Història
L'Ericofon va ser dissenyat a finals de la dècada de 1940 per un equip de disseny que inclou Gösta Thames, Ralph Lysell i Hugo Blomberg. Els dos components principals del telèfon, l'auricular i el dial, es combinen en una sola unitat. Aquest disseny d'una sola peça va anticipar l'evolució dels típics telèfons sense fil i mòbils durant diverses dècades. La producció en sèrie va començar el 1954. Els primers models es venien només a institucions, però el 1956 va començar la producció per al mercat obert a Europa i Austràlia.
Com que el sistema Bell no permetia l'operació d'equips de tercers a la seva xarxa, l'Ericofon només podia ser utilitzat per companyies telefòniques independents als Estats Units. North Electric a Galion, Ohio, va fabricar l'Ericofon per al mercat independent nord-americà..

## Disseny

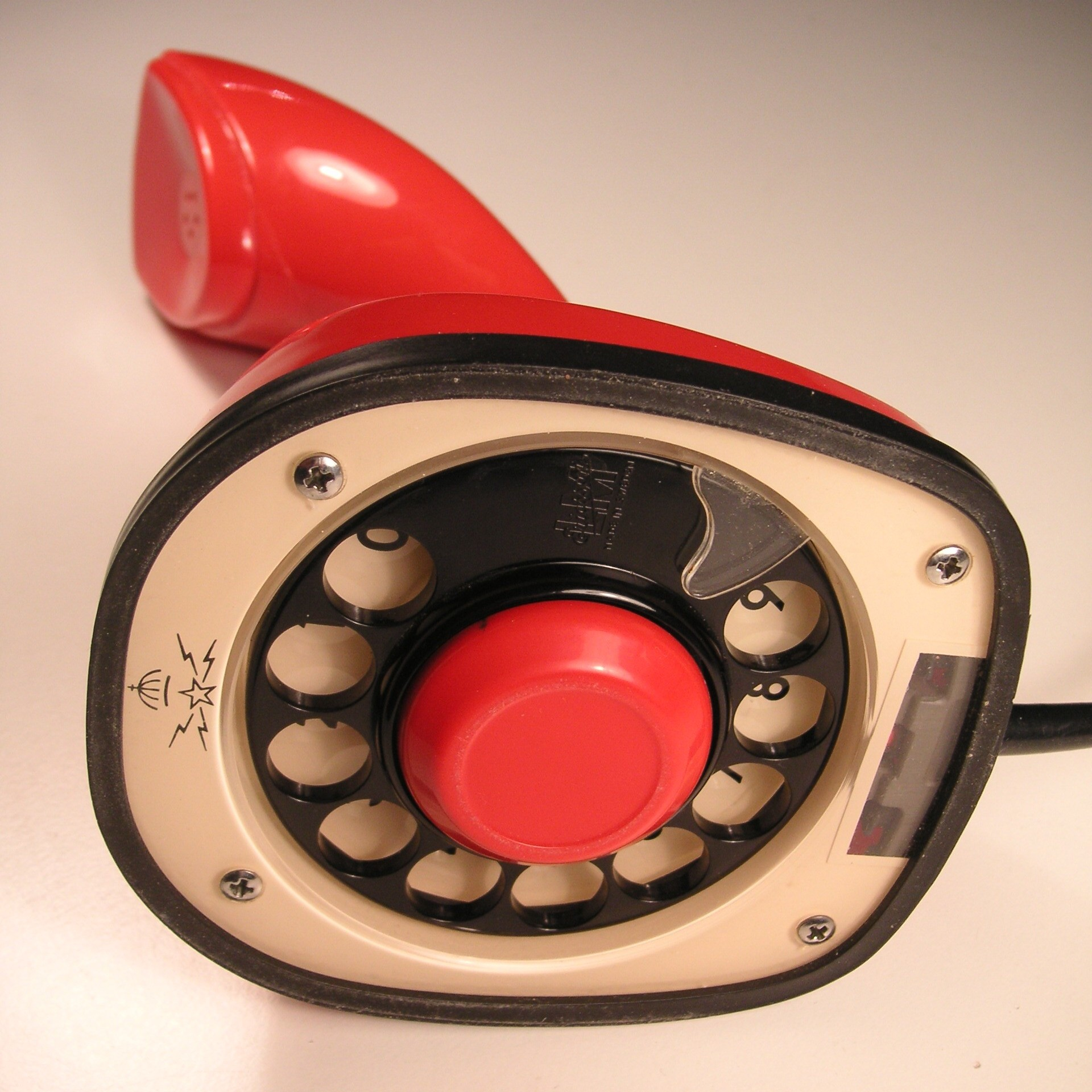
Ericofon, vista inferior

El telèfon original es va produir amb dos dissenys lleugerament diferents. La versió anterior és una mica més alta, amb l'auricular en un angle de gairebé 90 graus amb la base. Una versió posterior té un mànec més curt, amb l'auricular inclinat lleugerament cap avall. Les dues versions s'anomenen cas antic i cas nou. La caixa antiga es va modelar en dues peces, mentre que la nova es va modelar com una sola peça. Ambdues versions es van produir inicialment en 18 colors. Van utilitzar l'endoll de quatre puntes comú als Estats Units en aquell moment.
Una tercera versió, el model 700, es va produir a partir del 1976. Es distingeix fàcilment dels Ericofons anteriors pel seu disseny quadrat, així com els canvis en el mànec i l'endoll.

## Colors
Quan es va introduir al mercat nord-americà, l'Ericofon estava disponible en 18 colors, però després de la transferència de la producció a North Electric, el nombre de colors es va reduir a vuit. Es van produir un petit nombre de telèfons amb acabats transparents i metàl·lics per a promocions especials. Els colors més populars i àmpliament produïts eren el vermell brillant i el blanc brillant. Altres colors inclouen diversos tons pastel de blau, verd i rosa. El telèfon mai es va produir en negre.

## Ericotone
La majoria dels Ericofons tenien dials rotatius mecànics, típics de tots els telèfons fabricats a l'època. Mentre que els Ericofons produïts per Ericsson utilitzaven timbres en miniatura com a timbres, North Electric va introduir el timbre electrònic "Ericotone". El timbre Ericotone va utilitzar un circuit d'oscil·lador simple d'un transistor per produir un so distintiu de "xip". Col·loquialment, els Ericofons eren de vegades anomenats telèfons "tweeter". Aquest va ser un dels primers usos d'un transistor en un telèfon; els telèfons amb timbres mecànics i esfera rotativa no necessitaven transistors.

## Marcació per tons
North Electric va introduir una versió de marcació per tons de l'Ericofon als Estats Units el 1967. La producció d'aquesta variant va ser molt inferior a la del dial giratori Ericofons. Un defecte de disseny en el mecanisme de l'interruptor de ganxo faria que la versió de marcació per tons del telèfon es desmuntés si es col·locava massa a la força o es deixava caure accidentalment i el telèfon es tornava inutilitzable. Era gairebé impossible per als consumidors mitjans restablir el mecanisme de l'interruptor de ganxo a les condicions de funcionament correctes si estava tan danyat. North Electric va deixar de produir l'Ericofon per a Amèrica del Nord el 1972.
Ericsson va presentar una versió amb polsador de l'Ericofon, el model 700, per al 100è aniversari de la companyia el 1976. El model 700 tenia un disseny més quadrat que els models anteriors. No era un telèfon de marcació per tons. En canvi, la seva electrònica generava polsos elèctrics a mesura que es pressionaven els seus botons, simulant els polsos produïts per un dial giratori. Ericsson va continuar produint Ericofons de marcatge rotatiu fins al voltant de 1980.

## Fabricació recent
L'empresa Wild and Wolf fabrica un telèfon semblant a Ericofon anomenat "Scandiphone". El modern telèfon de marcació per tons està disponible en diversos colors i es pot comprar a les botigues web. El ganxo de l'interruptor es va redissenyar per ser estable. El teclat dels Scandiphones no era una disposició estàndard de marcació per tons, sinó que apareixia en un cercle per imitar un dial giratori. Algunes altres empreses van fer semblants a Ericofon amb un teclat d'aspecte més tradicional amb el ganxo d'interruptor redissenyat. Alguns d'aquests telèfons semblants poden haver utilitzat estoigs Ericofon reals comprats amb l'excés d'existències dels seus telèfons.

## Als mitjans de comunicació
L'Ericofon s'ha vist en diversos llargmetratges i programes de televisió, principalment en les dècades de 1960 i de 1970.
- Un Ericofon apareix de manera destacada a l'episodi de The Twilight Zone " Third from the Sun ", emès per primera vegada el 8 de gener de 1960; i també és a l'episodi " One More Pallbearer ".
- Es pot veure un Ericofon blanc a l'escriptori de l'oficina de la pel·lícula Banco à Bangkok pour OSS 117 (1964).

- Un Ericofon apareix breument al quarter general de l'enemic al primer episodi "Eleven Days to Zero" (1964) de la sèrie de televisió Voyage to the Bottom of the Sea .
- A la pel·lícula The World of Henry Orient (1964), Peter Sellers utilitza un Ericofon al seu dormitori.

- Els Ericofons es van utilitzar durant diversos anys a l'oficina dels detectius de la sèrie de televisió australiana Homicide, amb el telèfon enumerat pel seu nom als crèdits de l'episodi, i LM Ericsson com a proveïdor.
- Ericofons vermells, blancs i beix apareixen per tota la seu de recerca subterrània a "Crack in the World" (1965).

- I'll Take Sweden (1965) Protagonitzada per Bob Hope i Frankie Avalon.
- June Lockhart, Marta Kristen i Mark Goddard van posar cadascun amb un Ericofon en fotografies publicitàries mentre estaven a la sèrie de televisió Lost in Space (1965-1968).

- Un Ericofon apareix a l'escena inicial de In Like Flint (1967).
- A la pel·lícula Two for The Road (1967), l'arquitecte Mark Wallace (Albert Finney) rep una trucada de llarga distància en una festa d'inauguració de casa en un Ericofon.
- A la pel·lícula Casino Royale de 1967, Le Chiffre (Orson Welles) rep una trucada telefònica de SMERSH en un Ericofon.